# Ferrocarril de Penafiel a Lixa y Entre-os-Rios
El ferrocarril de Penafiel à Lixa y Entre-os-Rios era una línea ferroviaria que unía, en vía métrica, Penafiel a Lixa y Entre-os-Rios, en el noroeste de Portugal. Fue inaugurada el 11 de noviembre de 1912 y desactivada a finales de los 1920s. La línea estaba constituida por dos tramos: de Lixa hasta Penafiel, y de esta localidad hasta Entre-os-Rios.

## Historia

### Planificación y construcción
En 1908, el médico y empresario Cerqueira Magro presentó una propuesta para la construcción de una conexión ferroviaria entre Penafiel y Lixa, pasando por Lousada y Felgueiras, debido a la falta de proyectos estatales para ferrocarriles en aquella región. Cerqueira Magro colaborouó activamente en la planificación de la línea, habiendo conseguido vencer las varias dificultades inherentes a un proyecto de este tipo, y obteniendo la concesión.
Así, el 13 de diciembre se 1908, se realizó, en los Paços do Consejo de Penafiel, una reunión, presidida por el Vizconde de Lousada, teniendo como objetivo analizar las ventajas de la existencia de un ferrocarril que serviese a la región duriense. La idea fue bien recibida por toda la población, ya que representaba una gran mejora para el comercio, industria y población de los ayuntamientos por donde se proyectó que pasase. La línea pasaría por Penafiel, Lousada, Felgueiras, Lixa y Entre-os-Rios. Los primeros trabajos de preparación de los terrenos, por donde debería pasar el ferrocarril, se comenzaron en febrero del año siguiente.
El 17 de julio de 1910 se realizó el concurso para la construcción, y, el 11 de septiembre de ese año, se constituyó la compañía a la que le fue atribuida la concesión, la Compañía del Ferrocarril de Penafiel a Lixa y Entre-os-Rios, Sociedad Anónima de Responsabilidad Limitada con un capital en acciones de 252:000$00 y en Obligaciones de 500:000$00. En mayo de ese año, ya se había registrado un gran número de suscriptores para las acciones de la empresa.
Esta línea cuenta con un hecho inédito hasta la fecha, en Portugal: la primera asociación voluntaria de municipios (Lousada, Penafiel y Felgueiras) que consiguió construir una línea férrea sin auxilio del Estado. Esto fue conseguido con la creación de la Compañía del Ferrocarril de Penafiel a Lixa y Entre-os-Rios cuyo capital fue totalmente suscrito por accionistas privados de la región.

### Inauguración y expansión de la línea
El 11 de noviembre de 1912, circuló el primer tren, entre la ciudad de Penafiel y Novelas, donde se situaba la Estación de Penafiel de la Línea del Duero; el coste del viaje era de 40 reales. El 8 de noviembre de 1913, fue inaugurado el tramo entre Novelas/Penafiel y Lousada; el tren inaugural, remolcado por la locomotora "Lousada", llegó a la villa de Lousada alrededor de las 11 horas, tardando en realizar el recorrido cerca de 22 minutos. En mayo de 1914 el tren llegó a Longra, al mismo tiempo que la población decidió que desde entonces el lugar pasase a ser conocido por la ubicación de la estación. En junio del año siguiente, el 1914, el tren llegaba a Felgueiras y, en septiembre, a Lixa, con una extensión total de 30 km.
Por despacho del Ministro del Fomento, es autorizada, en abril de 1914, la prolongación de la línea de Penafiel a Entre-os-Rios, con una extensión de 15,91 km. Los trabajos se comenzaron en mayo de 1914, habiéndose inaugurado el primer tramo, hasta Calçada, el 20 de noviembre del mismo año. A finales de ese año, las obras ya estaban bastante adelantadas, previéndose que este segmento contase con un gran movimiento de pasajeros y mercancías, debido a la elevada producción agrícola y de densidad poblacional. Se esperaba, igualmente, que esta nueva línea captase a los turistas, que venían de todo el país, especialmente de la ciudad de Porto, a las termas de Entre-os-Rios, y que utilizaban la Estación de Cête, en la Línea del Duero.
En marzo de 1915 fue autorizada la prolongación de los Puentes de São Vicente y de Ardias, permitiendo que a línea llegase a Torre el 13 de abril y, finalmente, a Entre-os-Rios el 17 de junio de 1915. La estación terminal se situaba junto a la entrada del antiguo Puente Hintze Ribeiro.

### Declive y cierre
En 1916, la situación de la empresa operadora se agravó considerablemente, debido a los efectos económicos de la Primera Guerra Mundial, y a la elevada frecuencia de accidentes. Por otro lado, el desarrollo del transporte por carretera, especialmente tras el inicio de la década de los veinte, las coyunturas políticas nacionales e internacionales, y los elevados costes inherentes a la explotación de una línea de ancho reducido comprometieron el futuro de la empresa.
El 20 de febrero de 1920, la Junta Consultiva de Ferrocarriles, órgano oficial del estado, emitió una circular, donde recomendó que la explotación de todas las líneas ferroviarias con ancho de un metro, incluyendo la de Penafiel a Lixa y Entre-os-Rios, fuesen reunidas en una solo empresa concesionaria; del mismo modo que se debía unir Lixa a Vizela, en la Línea de Guimarães, con el fin de unir ambas redes. En marzo de 1923, se realizó el concurso para la gestión de esta línea, que no tuvo, no obstante, interesados; así, poco antes de agosto del mismo año, fue publicada una ordenanza, que ordenó la realización de un nuevo concurso en menos de 2 meses.
Por decisión gubernamental, la línea fue cerrada y, por orden del Ministerio de Comercio, los carriles comenzaron a ser levantados a partir del 2 de marzo de 1931.

### Conexión a Arcos de Valdevez
Entre las conexiones ferroviarias clasificadas por la revisión del plan general de la red ferroviaria, oficializada por un decreto del 1 de abril de 1930, se encontraba la Transversal del Miño, entre Arcos de Valdevez y Entre-os-rios, en vía métrica, con una extensión total de 132 km.

### Fases de la Construcción del tramo Penafiel a Lixa
- Penafiel a Novelas: 11 de noviembre de 1912;
- Novelas a Lousada: 8 de noviembre de 1913;
- Lousada a Felgueiras: junio de 1914;
- Felgueiras a Lixa: septiembre de 1914.

### Fases de la Construcción del tramo Penafiel a Entre-os-Rios
- Penafiel a Calçada: 20 de noviembre de 1914;
- Calçada a Torre: 13 de abril de 1915;
- Torre a Entre-os-Rios: 17 de junio de 1915.

### Actualidad
Actualmente son muy pocos los vestigios de la existencia de esta línea en el terreno. Algunos de estos vestigios son patentes en las estructuras de soporte en las viñas a lo largo de la N106, tales como los carriles.

## Características técnicas

### Vía y recorrido
Este ferrocarril utilizaba el sistema americano, o sea, vías anexas en la ruta. El viaje entre la Estación de Penafiel y Lixa, con cerca de 30 kilómetros, se realizaba en dos horas, mientras que el recorrido inverso tardaba cerca de 1 hora y 50 minutos; este largo tiempo de viaje se debía, principalmente, a la gran cantidad de paradas, con el fin de servir al mayor número de poblaciones a lo largo del trayecto. Por otro lado, el recorrido era bastante sinuoso, con curvas de 25 metros de radio y rampas con 76,8 centímetros, que eran superiores a lo que el material circulante podía vencer por adherencia.
El apeadero de Seixoso, a unos 2 kilómetros de distancia de Lixa, daba acceso, por ruta, al Sanatório de Seixoso, que era propiedad de Cerqueira Magro. Después del apeadero, la vía seguía junto a la Ruta de Caíde, hasta Felgueiras, donde giraba hacia el Sur, pasando a seguir la Ruta de Penafiel. Transitaba junto a Longra, Unhão, Louzada y Santa Margarida de Lousada, y pasaba por la Estación de Penafiel. Después de cruzar la Línea del Duero junto de la estación, a vía seguía hasta la localidad de Penafiel, situada a unos 4 kilómetros de distancia.

Carriles: normal y con ranura.

La línea (en vía métrica) tenía carriles con tercera vía, asentadas en terrenos de tierra batida. Este es el sistema de carriles existente en las líneas eléctricas que se asientan, normalmente, en asfalto o empedrado.

### Material circulante
Con el fin de evitar el uso de cremallera, en el difícil trazado, fueron empleadas locomotoras a vapor adaptadas, de elevada potencia, fabricadas por la casa alemana Henschel & Sohn.